# Scrittura bastarda

Bastarda

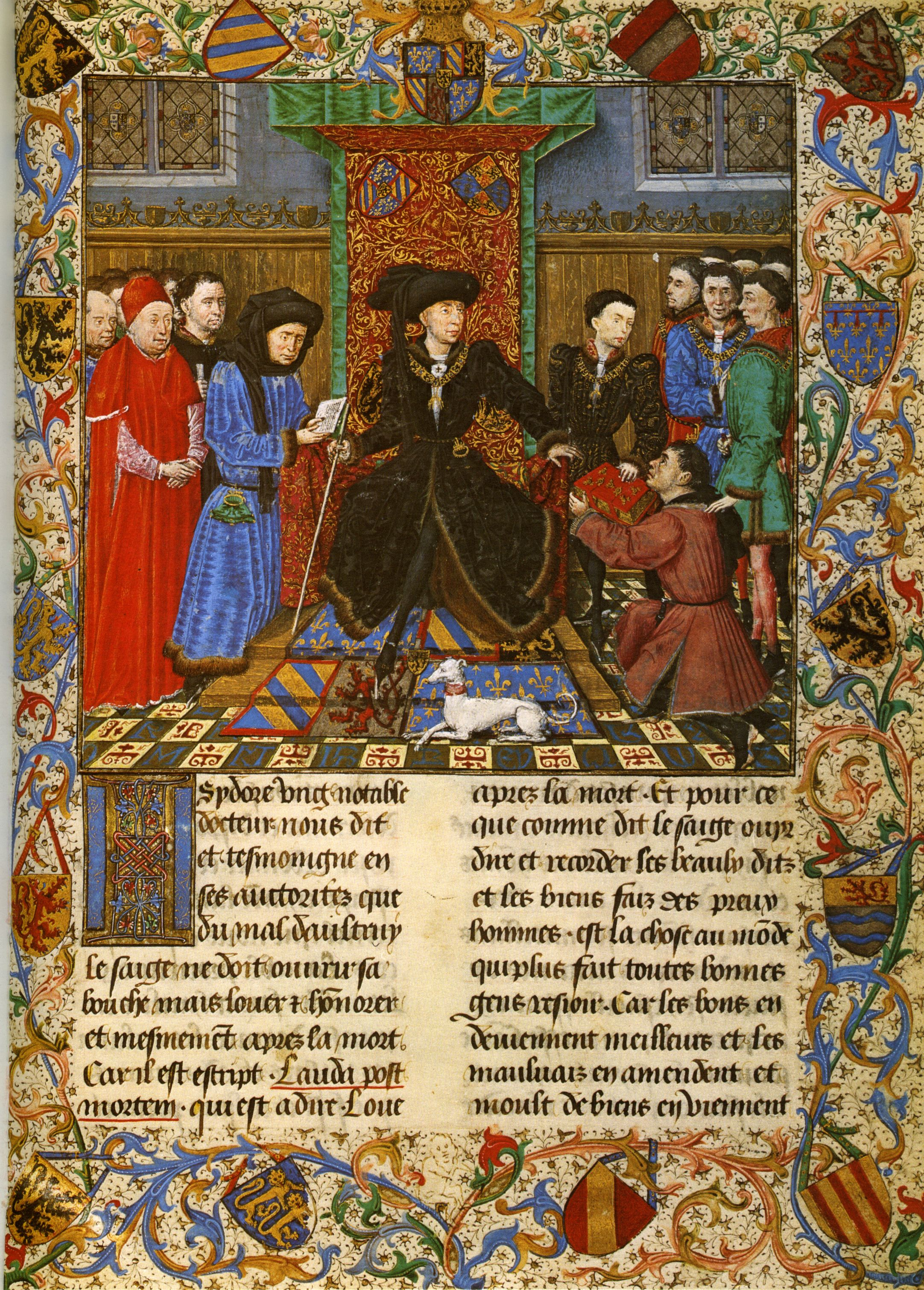
Roman de Girart de Roussillon, Vienna, Cod. 2549, fol. 6r

La scrittura bastarda fu uno stile di scrittura gotica utilizzato in Francia, nei Paesi Bassi borgognoni e in Germania durante i secoli XIV e XV. La sua variante borgognona può essere considerata la scrittura di corte dei duchi di Borgogna e fu utilizzata per produrre alcuni dei più splendidi manoscritti del XV secolo.
I primi stampatori produssero versioni regionali con caratteri tipografici utilizzati soprattutto per la stampa di testi in lingua volgare, più raramente per testi in latino.
Il primo tipo bastardo fu prodotto dal tedesco Gutenberg nel 1454-1455.
La varietà principale fu quella utilizzata in Francia, presente anche a Ginevra, Anversa e Londra.
Un'altra varietà locale è stata trovata nei Paesi Bassi, un tipo imitato da William Caxton.
La lettre bâtarde francese cessò di essere utilizzata a metà del XVI secolo, ma la varietà tedesca ebbe un'evoluzione nel tipo Fraktur che rimase in uso fino alla metà del XX secolo.